# Братья Зенф
«Братья Зенф» (нем. Gebrüder Senf) — фирма, основанная в Лейпциге братьями Луи и Рихардом Зенф, известное торговое и издательское предприятие в области филателии, которое просуществовало с 1872 по 2008 год.

## История и описание
Фирма ведет своё начало с 1872 года. 22 марта этого года в Лейпциге, на Франкфуртер-штрассе (Frankfurter Straße), 38 (нынче Elsterstraße 48) Рихардом Зенфом (Emil Louis Richard Senf; 1855—1941) был открыт филателистический магазин.
Первоначально предприятие работало под именем английской компании англ. H. Wernick & Co., зарегистрированной в Лондоне, и распространяло британский филателистический журнал «The Stamp». 1 июля 1874 года Луис Зенф выкупает у Рихарда его филателистическое предприятие, которое включало филателистическое издательство, выпускавшее «Иллюстрированный журнал почтовых марок».
1 апреля 1880 года Луис снова принимает Рихарда в фирму. В апреле 1881 года братья поровну распределили свои зоны ответственности: Луис стал заниматься марочным направлением, а Рихард возглавил издательское направление. Таким образом, была учреждена фирма под общим именем нем. «Gebrüder Senf — Verlagsbuchhandlung und Briefmarkengeschäft».
В 1890 году Луис Зенф покинул фирму, и с того времени фирмой братьев Зенф управлял единственный владелец — Рихард Зенф, вплоть до его ухода в 1910 году, причём предприятие всегда работало под именем «Gebrüder Senf, Leipzig».
31 января 1910 года Рихард Зенф передал фирму «Gebrüder Senf» своему зятю Генриху Нойбауэру (Heinrich Neubauer), открывшему магазин на Аугустусплац, 8, который затем, на Рождество 1929 года, переехал на улицу Барфусгесхен, где это торговое заведение пользовалось популярностью у филателистов.
Под руководством Г. Нойбауэера с 1930 года стали проводиться аукционы братьев Зенф.
Созданная братьями Луисом и Рихардом Зенф фирма торговала почтовыми марками, цельными вещами, другими филателистическими материалами, филателистической литературой и аксессуарами, при этом фирма сама выпускала альбомы для почтовых марок, издавала различную филателистическую литературу, в том числе «Иллюстрированный журнал почтовых марок», выходивший в 1874—1927 годах. Отделения фирмы братьев Зенф работали в Берлине, Париже, Риме, Копенгагене, Лондоне, Мадриде и других городах.
Один из братьев Зенф фигурирует как действующее лицо в сборнике рассказов чешского писателя Франтишека Лангера "Розовый Меркурий".

## Каталог братьев Зенф
Предприятие братьев Зенф также издавало собственный каталог почтовых марок и цельных вещей.

## Репродукции марок
Помимо торговли почтовыми марками, до 1890 года фирма братьев Зенф изготавливала и продавала репродукции почтовых марок — так называемые «факсимиле», на которых (что выгодно отличало их от многих аналогичных выпусков такого типа) всегда стояло предупреждение «Facsimile» («Факсимиле») или «Falsch» («Фальшивая») в виде надпечатки или части изображения.

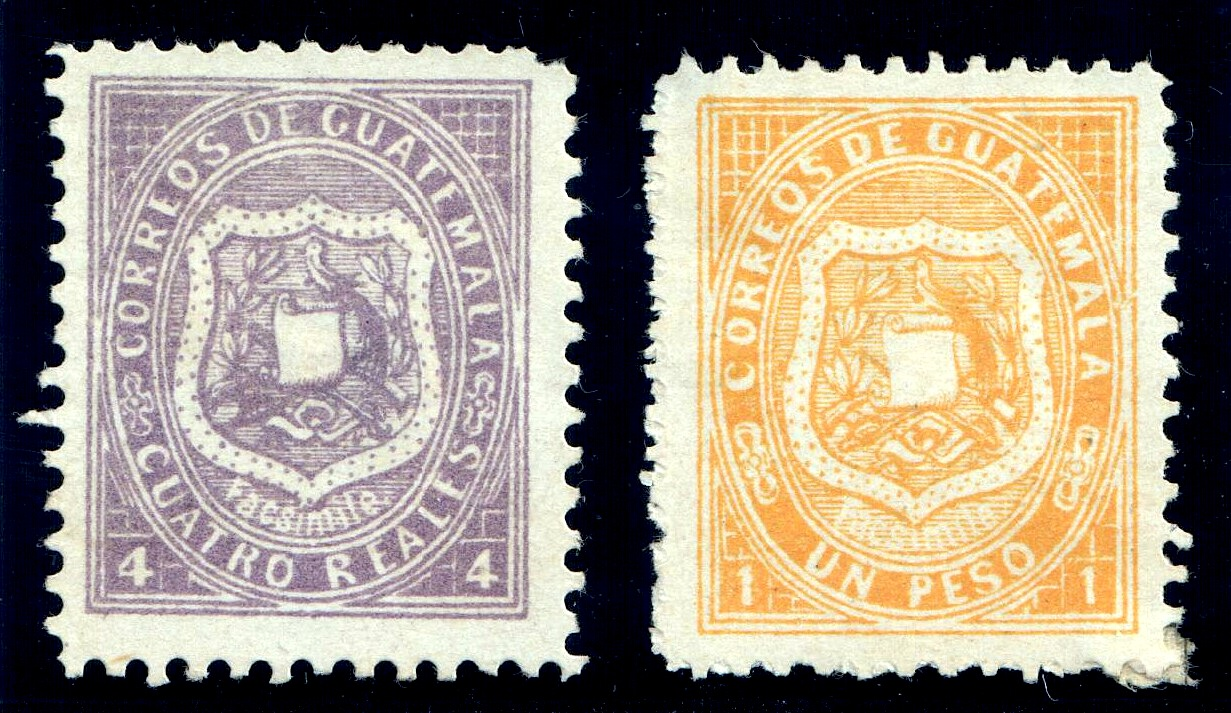
Репродукция марок Гватемалы 1872 года(Sc #5, 6) с напечатанным текстом «Факсимиле» («Facsimile»)

## Расположение
До 2008 года, когда фирма «Gebrüder Senf» прекратила своё существование, она находилась по адресу:
Barfußgäßchen 2, 04109 Leipzig, Germany

Магазин «Gebrüder Senf» в Лейпциге
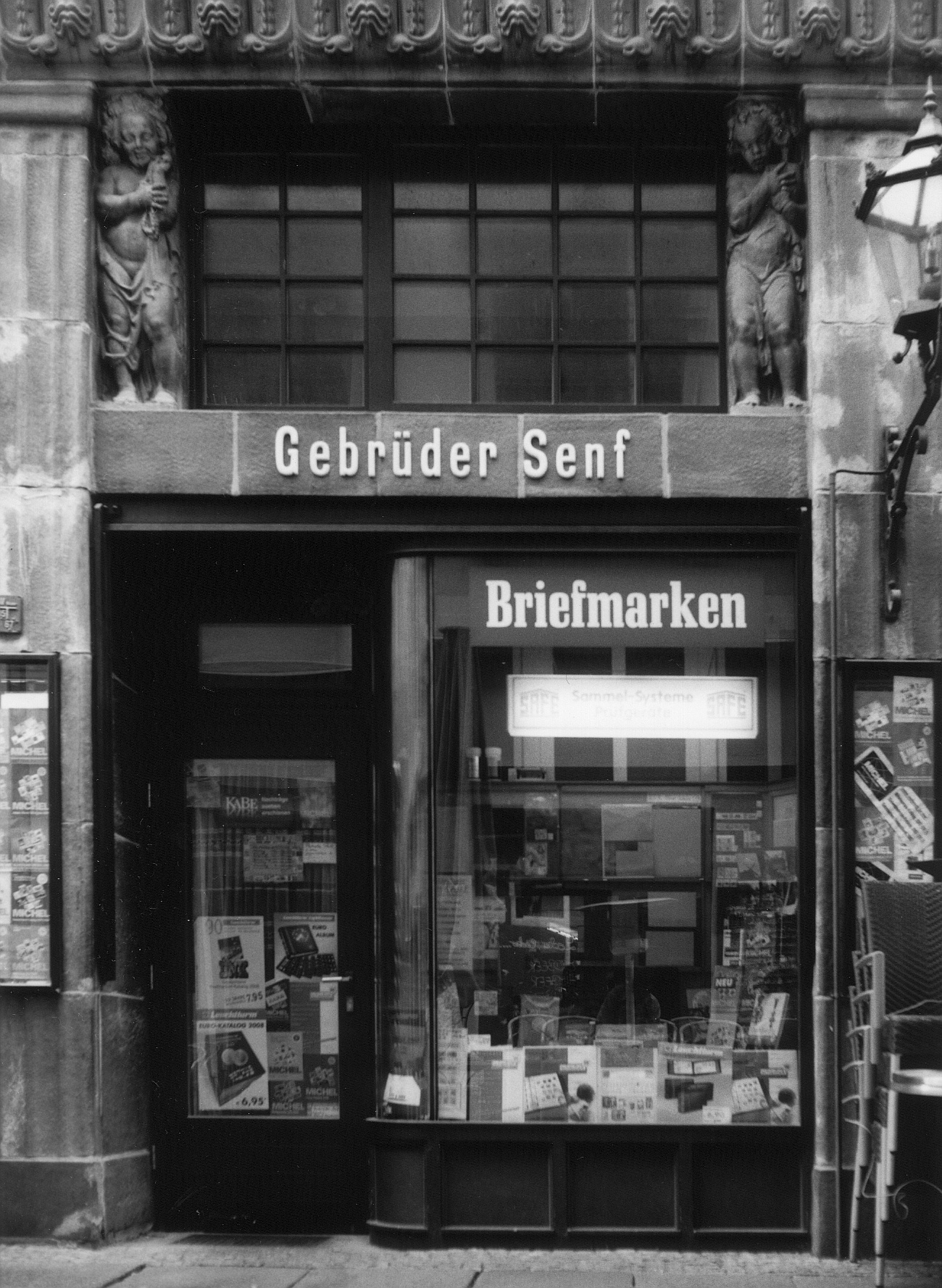
Общий вид заведения на Барфусгесхен, 2 незадолго до его закрытия в 2008 году. В витрине видны каталоги «Михель» и другая филателистическая продукция
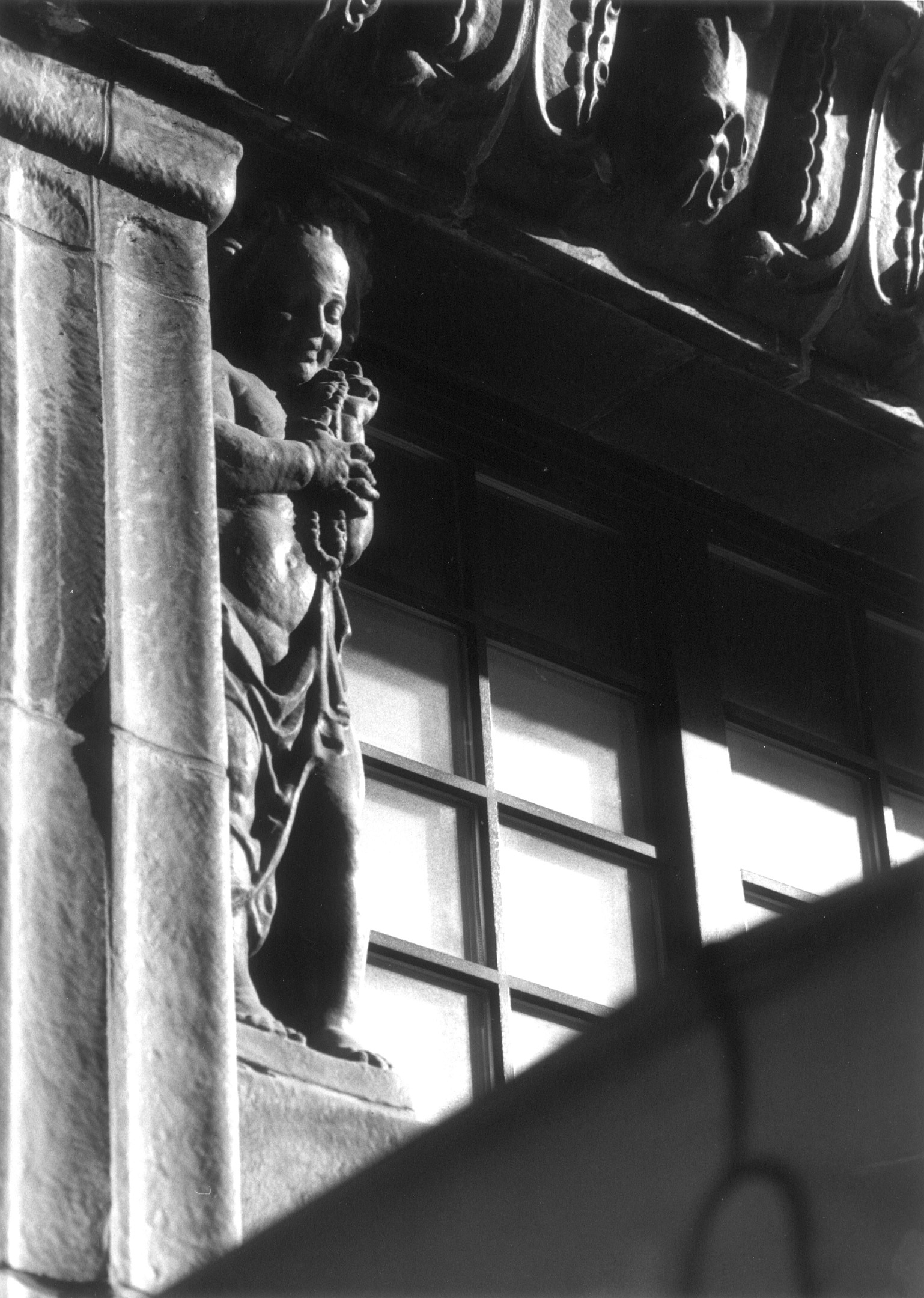
Скульптурная деталь на здании, слева над входом